# 주빌리 오벌
주빌리 오벌(Jubilee Oval)은 오스트레일리아 시드니에 위치한 구장이다. 주로 럭비 리그와 축구 경기가 치러진다. A리그 클럽인 시드니 FC의 홈 구장으로 사용되고 있다. 20,500명을 수용할 수 있다.